# Východní Anglie
Východní Anglie, resp. přesněji Východ Anglie (anglicky East of England) je jeden z 9 regionů, nejvyšších správních celků Anglie. Zahrnuje hrabství Essex, Hertfordshire, Bedfordshire, Cambridgeshire, Norfolk a Suffolk. Rozloha činí 19 120 km² a počet obyvatel byl roku 2022 asi 6,4 milionu. Území je rovinaté nebo mírné zvlněné, jen výjimečně přesahuje 200 metrů nad mořem, naopak na severozápadě v oblasti The Fens se vyskytují prolákliny.
Region se prostírá na okrouhlém poloostrově vybíhajícím do Severního moře. Sousedí na severozápadě s East Midlands a na jihozápadě s Jihovýchodní Anglií a Velkým Londýnem. Nejsou zde žádné velké aglomerace, jižní okraj regionu je zázemím Londýna. Nejlidnatějšími obvody jsou městské distrikty Peterborough, Luton a Thurrock.

## Správa
Region je administrativně rozdělen na následující oblasti:
| Mapa                                   | Ceremoniální hrabství               | Hrabství Unitary authority | Distrikty                       |
| -------------------------------------- | ----------------------------------- | --- | ------------------------------- |
|                                        | Essex                               | 1. Thurrock (unitary authority) | 1. Thurrock (unitary authority) |
| 2. Southend-on-Sea (unitary authority) | Essex                               | |                                 |
| 3. Essex                               | Essex                               | Harlow, Epping Forest, Brentwood, Basildon, Castle Point, Rochford, Maldon, Chelmsford, Uttlesford, Braintree, Colchester, Tendring   |                                 |
| 4. Hertfordshire                       | 4. Hertfordshire                    | Three Rivers, Watford, Hertsmere, Welwyn Hatfield, Broxbourne, East Hertfordshire, Stevenage, North Hertfordshire, St Albans, Dacorum |                                 |
| Bedfordshire                           | 5. Luton (unitary authority)        | 5. Luton (unitary authority) |                                 |
| Bedfordshire                           | 6. Bedfordshire                     | Bedford, Mid Bedfordshire, South Bedfordshire                                                                                         |                                 |
| Cambridgeshire                         | 7. Cambridgeshire                   | Cambridge, South Cambridgeshire, Huntingdonshire, Fenland, East Cambridgeshire                                                        |                                 |
| Cambridgeshire                         | 8. Peterborough (unitary authority) | |                                 |
| 9. Norfolk                             | 9. Norfolk                          | Norwich, South Norfolk, Great Yarmouth, Broadland, North Norfolk, King's Lynn a West Norfolk, Breckland                               |                                 |
| 10. Suffolk                            | 10. Suffolk                         | Ipswich, Suffolk Coastal, Waveney, Mid Suffolk, Babergh, St. Edmundsbury, Forest Heath                                                |                                 |